# Бара (приток Аргуна)
Бара — река в России, протекает по территории Итум-Калинского района Чеченской Республики. Длина реки составляет 16 км. Площадь водосборного бассейна — 66,1 км².
Начинается к югу от горы Ацебкорт в урочище Верхняя Бара. Течёт в общем южном направлении по ущелью, поросшему берёзовым лесом. Устье реки находится в 102 км по левому берегу реки Аргун.
Основной приток — река Никарой — впадает справа.

## Данные водного реестра
По данным государственного водного реестра России относится к Западно-Каспийскому бассейновому округу, водохозяйственный участок реки — Сунжа от города Грозный до впадения реки Аргун. Речной бассейн реки — Реки бассейна Каспийского моря междуречья Терека и Волги.
Код объекта в государственном водном реестре — 07020001212108200005894.